# Angelmanův syndrom
Angelmanův syndrom je vzácná vrozená genetická porucha. Její příčinou je poškození chromozomu číslo 15, který lidský zárodek zdědí od své matky. Při tomto poškození dochází k takzvané mikrodeleci čili ke ztrátě velmi malého úseku v určitém místě daného chromozomu.

## Historie
Syndrom poprvé popsal v roce 1965 anglický pediatr Harry Angelman (1915–1996). Během své dlouholeté praxe si totiž všiml tří případů dětí, jež měly shodné příznaky – byly malé a hubené, pohybovaly se strnule a trhaně, byly vážně mentálně retardované a nadměrně se smály. Nazval je „děti-loutky“. Proto se syndrom dříve anglicky nazýval Happy puppet (šťastná loutka); dnes se spíš kromě názvu Angelman syndrome používá výraz Angel child (andělské dítě). V české lékařské terminologii je vžito i pojmenování „syndrom šťastného dítěte“.
Podobná porucha vzniká, zdědí-li dítě poškozený chromozom 15 od otce. V tom případě se však nevyvine Angelmanův syndrom, ale poněkud odlišný Prader-Williho syndrom.